# Grypothrix
Grypothrix, rod papratnjača iz porodice Thelypteridaceae, dio reda osladolike. Postoji 13 vrsta u Aziji i jedan hibrid sa otočja Ryukyu i Tajvan
Rod je opisan 2021. revizijom porodice Thelypteridaceae.

## Vrste
1. Grypothrix acanthocarpum (Copel.) comb. ined.
2. Grypothrix crenulata (Holttum) S. E. Fawc. & A. R. Sm.
3. Grypothrix cuspidata (Blume) S. E. Fawc. & A. R. Sm.
4. Grypothrix longipetiolata (K. Iwats.) S. E. Fawc. & A. R. Sm.
5. Grypothrix megacuspis (Baker) S. E. Fawc. & A. R. Sm.
6. Grypothrix parishii (Bedd.) S. E. Fawc. & A. R. Sm.
7. Grypothrix pentapinnata (Fraser-Jenk.) S. E. Fawc. & A. R. Sm.
8. Grypothrix ramosii (Christ) S. E. Fawc. & A. R. Sm.
9. Grypothrix rubicunda (Alderw.) S. E. Fawc. & A. R. Sm.
10. Grypothrix salicifolia (Wall. ex Hook.) S. E. Fawc. & A. R. Sm.
11. Grypothrix simplex (Hook.) S. E. Fawc. & A. R. Sm.
12. Grypothrix sulawesiensis (K. Iwats.) S. E. Fawc. & A. R. Sm.
13. Grypothrix triphylla (Sw.) S. E. Fawc. & A. R. Sm.
14. Grypothrix × pseudoliukiuensis (Seriz.) comb. ined.